# 產經職業業餘淘汰賽
產經職業業餘淘汰賽是2005年創設的日本圍棋賽事，由產經新聞社和關西棋院主辦。參賽者由關西棋院職業棋士和業餘棋手各16名組成，共32人，優勝者可獲獎金100萬日圓。對局棋譜刊登於產經新聞晚報。
業餘棋手包括網路圍棋貓熊網決戰勝利者1人、決戰打入者12人，以及主辦方推薦者。比賽採用淘汰賽制，第一輪比賽對戰表由抽籤決定，由職業棋手和業餘棋手對局。手合職業棋手對男性業餘棋手讓先、對女性業餘棋手讓二子、對職業棋手分先，分先黑貼子6目半。比賽時間1小時30分，剩5分鐘開始讀秒。